# Brandon Brooks (pallanuotista)
Brandon Brooks (Rock Island, 29 aprile 1981) è un ex pallanuotista e allenatore di pallanuoto statunitense.
Con la nazionale di pallanuoto maschile degli Stati Uniti d'America ha partecipato a due edizione dei Giochi Olimpici, Atene 2004 e Pechino 2008, vincendo una medaglia d'argento in quest'ultima edizione.
Nel 2009 è stato nominato allenatore della squadra femminile di pallanuoto della UCLA.